# 辞職
| ウィキペディアには「辞職」という見出しの百科事典記事はありません（タイトルに「辞職」を含むページの一覧/「辞職」で始まるページの一覧）。 代わりにウィクショナリーのページ「辞職」が役に立つかもしれません。 |